# Corey Chavers
Corey Chavers (West Hollywood, 17 gennaio 1997) è un pallavolista statunitense, schiacciatore dell'Universitatea Craiova.

## Carriera

### Club
La carriera di Corey Chavers inizia nei tornei scolastici californiani, giocando per la Gahr HS; gioca anche a livello di club giovanili, prima con l'HBC e poi con l'Highline. Dopo il diploma entra a far parte della squadra di pallavolo della UC Santa Barbara, partecipando alla NCAA Division I dal 2016 al 2019, venendo inserito nella seconda squadra All-America nel suo senior year.
Nella stagione 2019-20 sigla il suo primo contratto professionistico con la BluVolley Verona, prendendo parte alla Superlega italiana; inizia la stagione seguente partecipando allo NVA Showcase 2020 con gli OC Stunners, prima di accasarsi nel gennaio 2021 al Falkenbergs, disputando la seconda parte dell'Elitserien 2020-21; al termine degli impegni col club svedese fa ritorno agli OC Stunners per la NVA 2021, aggiudicandosi lo scudetto e venendo premiato come MVP.
Per il campionato 2021-22 difende i colori dello Chênois, club della Lega Nazionale A svizzera, mentre nel campionato seguente è di scena in Grecia, dove partecipa alla Volley League con il Kīfisia; al termine di entrambe le esperienze torna in patria per disputare la NVA 2022 e la NVA 2023, sempre con gli OC Stunners, vincendo nel secondo caso nuovamente lo scudetto e ripetendosi come miglior giocatore del torneo. 
Nella stagione 2023-24 fa ritorno in Italia, partecipando in questo caso alla Serie A2 con il Pineto, tuttavia a metà stagione interrompe il rapporto con la squadra abruzzese per fare ritorno in Grecia e terminare il campionato con il Foinikas Syro, nella Volley League, mentre nella stagione successiva si trasferisce per la prima volta in Romania, ingaggiato dall'Universitatea Craiova, militante nel massimo campionato rumeno.

### Nazionale
Fa il suo esordio nella nazionale statunitense nel 2019, aggiudicandosi la medaglia d'argento alla NORCECA Champions Cup. 

## Palmarès

### Club
- NVA: 2

2021, 2023

### Nazionale (competizioni minori)
- NORCECA Champions Cup 2019

### Premi individuali
- 2019 - All-America Second Team
- 2021 - NVA: MVP
- 2023 - NVA: MVP